# Nayef Aguerd
Nayef Aguerd (Kénitra, 30 maart 1996) is een Marokkaans voetballer die bij voorkeur als centrale verdediger speelt. Hij tekende in 2022 voor 35 miljoen euro een vijfjarig contract bij West Ham United. Aguerd debuteerde in 2016 voor het Marokkaans voetbalelftal.

## Clubcarrière

### FUS Rabat
Aguerd doorliep de jeugdopleiding van zowel FUS Rabat als de Mohammed VI Football academy. In 2014 werd hij weer door FUS Rabat teruggehaald. Hij debuteerde op 2 november 2014 voor FUS Rabat met een basisplaats tegen Chabab Rif Al Hoceima. Aguerd speelde in dat seizoen twaalf competitiewedstrijden en won met FUS de Coupe du Trône.
In het seizoen daarop werd Aguerd een vaste basisspeler maar kwam dankzij blessureleed tot slechts vijftien wedstrijden. Mede dankzij Aguerd slaagde de club uit Rabat erin om na negenenzeventig jaar weer de Botola Pro te winnen.
Na 69 wedstrijden waarin hij vijf keer scoorde vertrok Aguerd in 2018 naar het Franse Dijon FCO.

### Dijon FCO
Aguerd debuteerde op 25 augustus 2018 met een basisplaats in de 4-0 gewonnen wedstrijd tegen OGC Nice. Aguerd scoorde die wedstrijd meteen. Aguerd veroverde direct een basisplaats maar speelde ondanks terugkomend blessureleed slechts zeventien wedstrijden, waarin hij drie keer scoorde. In het seizoen 2019/20 groeide Aguerd uit tot een belangrijke speler voor Dijon. Hij speelde alle wedstrijden maar viel in de wedstrijd tegen Olympique Lyonnais geblesseerd uit. Hij keerde op 15 februari 2020 terug in de wedstrijd tegen Girondins Bordeaux. Hij startte meteen in de basis.

### Stade Rennes
Aguerd vertrok na twee seizoenen bij Dijon en verkaste voor 5 miljoen euro naar Stade Rennes. In twee seizoenen voor Stade Rennes kwam Aguerd tot tachtig wedstrijden voor de club, waarin hij zevenmaal scoorde.

### West Ham United
In de zomer van 2022 trok Aguerd naar de Premier League. West Ham United betaalde 30 miljoen euro voor de Marokkaan. Alleen voor Sébastien Haller, Felipe Anderson and Kurt Zouma betaalde de Londense club meer dan voor Aguerd. In zijn tweede oefenwedstrijd voorafgaand aan het seizoen liep Aguerd een enkelblessure op, waardoor hij er drie maanden uitlag.

#### Verhuurd aan Real Sociedad
In augustus 2024 werd Aguerd voor de rest van het seizoen verhuurd aan Real Sociedad.

## Clubstatistieken
| Seizoen                          | Club            | Competitie      | Competitie | Competitie | Beker | Beker | Internationaal | Internationaal | Totaal | Totaal |
| Seizoen                          | Club            | Competitie      | Wed.       | Dlp.       | Wed.  | Dlp.  | Wed.           | Dlp.           | Wed.   | Dlp.   |
| -------------------------------- | --------------- | --------------- | ---------- | ---------- | ----- | ----- | -------------- | -------------- | ------ | ------ |
| 2014/15                          | FUS Rabat       | Botola Pro      | 12         | 1          | 0     | 0     | –              | –              | 12     | 1      |
| 2015/16                          | FUS Rabat       | Botola Pro      | 18         | 2          | 0     | 0     | –              | –              | 18     | 2      |
| 2016/17                          | FUS Rabat       | Botola Pro      | 20         | 2          | 0     | 0     | 14             | 1              | 34     | 3      |
| 2017/18                          | FUS Rabat       | Botola Pro      | 22         | 0          | 1     | 0     | –              | –              | 23     | 0      |
| 2018/19                          | Dijon FCO       | Ligue 1         | 13         | 3          | 4     | 0     | –              | –              | 17     | 3      |
| 2019/20                          | Dijon FCO       | Ligue 1         | 12         | 1          | 0     | 0     | –              | –              | 12     | 1      |
| 2020/21                          | Stade Rennes    | Ligue 1         | 35         | 3          | 1     | 0     | 4              | 0              | 40     | 3      |
| 2021/22                          | Stade Rennes    | Ligue 1         | 31         | 2          | 0     | 0     | 9              | 2              | 40     | 4      |
| 2022/23                          | West Ham United | Premier League  | 18         | 2          | 4     | 0     | 8              | 0              | 30     | 2      |
| 2023/24                          | West Ham United | Premier League  | 21         | 1          | 1     | 0     | 6              | 1              | 28     | 2      |
| 2024/25                          | West Ham United | Premier League  | 0          | 0          | 0     | 0     | 0              | 0              | 0      | 0      |
| Carrière totaal                  | Carrière totaal | Carrière totaal | 202        | 17         | 11    | 0     | 41             | 4              | 2      | 21     |
| Bijgewerkt tot 16 februari 2024. |                 |                 |            |            |       |       |                |                |        |        |

## Interlandcarrière
Aguerd speelde vijf jeugdinterlands voor zowel Marokko onder 20 als  Marokko onder 23, alvorens hij in 2016 debuteerde voor het  “grote” Marokko.

## Erelijst
FUS Rabat
- Botola Pro: 2015/16
- Coupe du Trône: 2013/14

 West Ham United
- UEFA Europa Conference League: 2022/23

 Marokko
- CAF Africa Cup of Nations: 2018

Individueel
- IFFHS – CAF Mannenelftal van het Jaar: 2020
- UEFA Europa Conference League – Elftal van het Seizoen: 2022/23

Onderscheidingen
- Orde van de Troon: 2022

1 Remiro ·
2 Odriozola ·
3 Muñoz ·
4 Zubimendi ·
5 Zubeldia ·
6 Elustondo ·
7 Barrenetxea ·
8 Zacharjan ·
9 Óskarsson ·
10 Oyarzabal  ·
11 Becker ·
12 López ·
13 Marrero ·
14 Kubo ·
16 González de Zarate ·
16 Olasagasti ·
17 Gómez · 
18 Traoré · 
19 Sadiq ·
20 Pacheco ·
21 Aguerd ·
22 Turrientes ·
23 Méndez ·
24 Sučić ·
25 Magunazelaia ·
26 Aramburu ·
28 Marín ·
Coach: Alguacil
· Assistent-coach: Ansotegi
1 Bounou ·
2 Hakimi ·
3 Mazraoui ·
4 Amrabat ·
5 Aguerd ·
6 Saïss  ·
7 Ziyech ·
8 Ounahi ·
9 Hamdallah ·
10 Zaroury ·
11 Sabiri ·
12 Munir ·
13 Chair ·
14 Aboukhlal ·
15 Amallah ·
16 Ezzalzouli ·
17 Boufal ·
18 El Yamiq ·
19 En-Nesyri ·
20 Dari ·
21 Cheddira ·
22 Tagnaouti ·
23 El Khannous ·
24 Benoun ·
25 Attiyat Allah ·
26 Jabrane ·
Coach: Regragui